# Stara Jošava
Stara Jošava falu Horvátországban Verőce-Drávamente megyében. Közigazgatásilag Raholcához tartozik.

## Fekvése
Verőcétől légvonalban 54, közúton 62 km-re délkeletre, községközpontjától légvonalban és közúton 4 km-re délkeletre, Szlavónia középső részén, a Krndija-hegység északi lábánál, a Drávamenti-síkság szélén, a Feričanska-patak partján fekszik.

## Története
Jošava település feltehetően a török uralom idején a 16. században keletkezett Boszniából érkezett katolikus vallású sokácok betelepítésével. 1698-ban „Jalsava” néven szerepel a török uralom alól felszabadított felszabadított települések között. Kezdetben kamarai birtok volt, majd 1722-ben III. Károly király a raholcai uradalommal együtt gróf Cordua d' Alagon Gáspár császári tábornoknak adományozta. 1723-ban T. Fleischmann, majd 1730-ban Pejácsevich Antal, Miklós és Márk vásárolták meg, majd 1742-ben a raholcai uradalommal együtt a Mihalovics családnak adták el.
Az első katonai felmérés térképén „Dorf Stara Jossava” néven találjuk. Lipszky János 1808-ban Budán kiadott repertóriumában „Jossava (Sztara)” néven szerepel. Nagy Lajos 1829-ben kiadott művében „Jossava (Stara)” néven 39 házzal, 236 katolikus vallású lakossal találjuk.
1857-ben 142, 1910-ben 271 lakosa volt. 1910-ben a népszámlálás adatai szerint lakosságának 95%-a horvát, 3%-a szlovák anyanyelvű volt. Verőce vármegye Nekcsei járásának része volt. Az első világháború után 1918-ban az új szerb-horvát-szlovén állam, majd később (1929-ben) Jugoszlávia része lett. 1991-ben lakosságának 91%-a horvát, 6%-a roma nemzetiségű volt. 2011-ben 240 lakosa volt.

## Lakossága
| Lakosság változása | Lakosság változása | Lakosság változása | Lakosság változása | Lakosság változása | Lakosság változása | Lakosság változása | Lakosság változása | Lakosság változása | Lakosság változása | Lakosság változása | Lakosság változása | Lakosság változása | Lakosság változása | Lakosság változása | Lakosság változása |
| ------------------ | ------------------ | ------------------ | ------------------ | ------------------ | ------------------ | ------------------ | ------------------ | ------------------ | ------------------ | ------------------ | ------------------ | ------------------ | ------------------ | ------------------ | ------------------ |
| 1857               | 1869               | 1880               | 1890               | 1900               | 1910               | 1921               | 1931               | 1948               | 1953               | 1961               | 1971               | 1981               | 1991               | 2001               | 2011               |
| 142                | 162                | 161                | 190                | 201                | 271                | 316                | 337                | 310                | 323                | 294                | 278                | 277                | 291                | 246                | 240                |